# Эрбиль (аэропорт)
Международный аэропорт Эрбиль (ИАТА: EBL, ИКАО: ORER) (курд. فڕۆکه‌خانه‌ی نێوده‌وڵه‌تیی هه‌ولێر), — главный аэропорт города Эрбиль в Иракском Курдистане. Он находится в ведении правительства Ирака и регионального правительства Курдистана в составе комитета, состоящего из премьер-министра Курдистана Масрура Барзани, и является одним из двух международных аэропортов региона (второй — аэропорт Сулеймании) региона, а третий находится в городе Духок в стадии строительства. Новый современный аэропорт открылся в 2005 году. Аэропорт имеет одну из самых длинных взлётно-посадочных полос в мире.

## История
Аэропорт был построен в начале 1970-х годов как иракская авиабаза. Взлётно-посадочная полоса использовалась в качестве военной базы режимом партии Баас до 1991 года, когда Совет Безопасности ООН установил бесполётную зону над северным Ираком. После вторжения США в 2003 году региональное правительство Курдистана взяло на себя административное управление регионом. 26 мая 2005 г. аэропорту был присвоен код ИКАО ORER. Благодаря природным ресурсам, включая нефть, природный газ и другие полезные ископаемые, инвестиции в Ирак значительно увеличились с 2005 года. Город Эрбиль был крупным получателем иностранных инвестиций. В связи с растущей потребностью в безопасном доступе в страну региональное правительство инвестировало 500 миллионов долларов США в строительство современного аэропорта.

### Старый аэропорт
Старый аэропорт Эрбиля занимал площадь 7 000 м2 и был разделен на залы вылета и прибытия. У него было три выхода на посадку и взлётно-посадочная полоса длиной 2800 м с системой ILS. Внутри терминала располагались курдский международный банк, офис туристической информации, офисы авиакомпаний, магазины беспошлинной торговли, кафетерий и офис Korek Telecom.
Склад имел грузовое пространство площадью 4 320 м2 и состоял из импортного и экспортного отделов. Грузоперевозками занималась дубайская компания Dnata.

### Новый аэропорт
Недавно построенный аэропорт стоимостью 550 миллионов долларов США был открыт 5 июля 2005 года. Новый аэропорт находится рядом со старым аэропортом (бывшей авиабазой) и имеет одну из самых длинных взлётно-посадочных полос в мире, 4800 × 75 м, и оборудован курсо-глиссадной системой. В новом терминале аэропорта есть магазины беспошлинной торговли и пункты обмена валюты. В терминале также есть зоны CIP для бизнес-джетов, а также VIP-терминал для высокопоставленных лиц и дипломатов с целью достижения международных стандартов аэропорта.
В 2010 году в аэропорту было самое дешёвое авиационное топливо в Ираке (83 цента США за литр).
С 29 сентября 2017 г. по 14 марта 2018 г., после референдума о независимости Курдистана, все коммерческие международные рейсы были приостановлены. Аэропорт оставался открытым для внутренних, гуманитарных, военных и дипломатических рейсов.

### Атаки дронов
В 2021 году аэропорт стал целью многочисленных ударов беспилотников поддерживаемых Ираном шиитских боевиков. 15 апреля беспилотник со взрывчаткой нанес удар по военной части в аэропорту. На этом участке размещались силы под командованием США, о погибших и раненых не сообщалось. 6 июля ещё один беспилотник нацелился на ту же часть аэропорта, но разбился недалеко от аэропорта. 11 сентября два беспилотника со взрывчаткой не смогли добраться до аэропорта; один был сбит системой ПВО C-RAM, а другой разбился. Пострадавших нет.
15 января 2024 года после обстрела Ираном аэропорт временно закрыли.

## Авиакомпании направления

### Пассажирские
Рейсы из аэропорта Эрбиля выполняются следующими авиакомпаниями:

## Статистика
Данные из запроса в Викиданные.

С момента открытия в 2006 году в аэропорту увеличился трафик. В 2010 году трафик вырос на 22 %, а в 2011 году на 37 % и составил чуть более 620 000 пассажиров. За первые четыре месяца 2012 года число пассажиров выросло на 52 %, а в апреле был установлен новый рекорд — 84 275 вылетающих и прибывающих пассажиров.
| Год  | Пассажиропоток | Изменения (%) | Взлётов/посадок | Изменения (%) | Грузопоток (Т) | Изменения (%) |
| ---- | -------------- | ------------- | --------------- | ------------- | -------------- | ------------- |
| 2006 | 163,619        | ▬             | 4,894           | ▬             | N/A            | N/A           |
| 2007 | 275,183        | ▲ 68 %        | 9,815           | ▲100.5 %      | 10,000         | ▬             |
| 2008 | 302,000        | ▲ 10 %        | 7,745           | ▼21 %         | 14,500         | ▲ 45 %        |
| 2009 | 356,850        | ▲ 18 %        | 7,557           | ▼ 2,4 %       | 11,533         | ▼ 20 %        |
| 2010 | 449,536        | ▲ 26 %        | 7,235           | ▼ 4,2 %       | 10,848         | ▼ 6 %         |
| 2011 | 620,365        | ▲ 38 %        | 7,366           | ▲ 1,8 %       | 17,864         | ▲ 65 %        |
| 2012 | 947,600        | ▲ 53 %        | 9,021           | ▲ 22,4 %      | 27,488         | ▲ 54 %        |
| 2013 | 1,193,783      | ▲ 26 %        | 12,229          | ▲ 35,5 %      | 38,571         | ▲ 40 %        |
| 2014 | 1,565,998      | ▲ 31 %        | 16,218          | ▲ 32,6 %      | 33,527         | ▼ 13 %        |
| 2015 | 1,665,701      | ▲ 6,3 %       | 18,864          | ▲ 16,3 %      | 22,742         | ▼ 32,1 %      |
| 2016 | 1,814,272      | ▲ 8,9 %       | 19,080          | ▲ 1,1 %       | 23,462         | ▲ 3,1 %       |
| 2017 | 1,606,531      | ▼ 11,4 %      | 15,294          | ▼ 19,8 %      | 17,574         | ▼ 25 %        |
| 2018 | 1,533,863      | ▼ 4,5 %       | 15,562          | ▲ 1,7 %       | 16,505         | ▼ 6 %         |
| 2019 | 1,909,785      | ▲ 24,5 %      | 19,560          | ▲ 25,7 %      | N/A            | N/A           |

## Авиакатастрофы и происшествия
- 6 июля 2021 г. сообщалось о серии атак на аэропорт, в том числе с применением беспилотников и ракет[28].